# Žitni krog
Žitni krogi so geometrični vzorci, ki se pojavljajo v raznovrstnem žitu v različnih državah, največkrat v Združenem kraljestvu.V preteklosti so bili ljudje mnenja, da so žitni krogi delo hudiča in so nanje gledali negativno.
Nekateri so danes mnenja, da naj bi jih povzročali neznani leteči predmeti in vrtinci plazme, čeprav se je dostikrat izkazalo, da so delo človeških rok. Še vedno pa ni pojasnjen nastanek bolj kompliciranih žitnih krogov, ki jih tvorijo zelo pravilni vzorci in so obenem zelo simetrični.
Prvi žitni krog v Sloveniji naj bi nastal v noči z 19. na 20. junij leta 2000 v Pečarovcih pri Murski Soboti, do sedaj pa naj bi v Sloveniji nastalo šest žitnih krogov.